# Glykæmisk indeks
Glykæmisk indeks (GI) er et system, som beskriver hvorledes forskellige kulhydratrige fødevarer påvirker den menneskelige organisme, (blodsukkerstigning).

## GI
- er defineret som blodsukkerstigningen 0 til 2 timer efter indtagelsen af aktuelle fødevare, som indeholder 50 gram tilgængeligt kulhydrat og udtrykkes som en procentdel af en referencefødevare med samme indtagelsesinterval og vægt som foran givet.

- kan anvendes i forbindelse med kontrol af livsstilssygdomme (sukkersyge, overvægt o.a.) samt i forbindelse med sportspræstationer.

- referencer vejledende, indtag af fødevarer i angivne grupper.
  - Lavt, mindre end 55, giver stabilt blodsukkerniveau.
  - Middel, mellem 56 og 69, giver varieret blodsukkerniveau.
  - Højt, over 70, giver hurtigt stigende blodsukkerniveau med hurtigt fald til under tidligere niveau (kan opleves som træthed eller sløvhed).

- Find liste med GI i forskellige fødevarer på I FORMs hjemmeside